# Draskóczy Ede (ügyvéd, 1891–1945)
Draskóczy Ede Jenő (Makó, 1891. november 21. – Budapest, 1945. január 13.) magyar ügyvéd, tanulmányíró, lapszerkesztő. Fia, Draskóczy Ede (1921–2019), Makó város díszpolgára.

## Életpályája
Szülei: Draskóczy Ede (1860–1935) lelkész és Ott Emma voltak. Általános és középiskolai tanulmányait Makón végezte el. Főiskolai tanulmányait Kecskeméten, a református jogakadémián végezte el. Ezt követően egy évet Bécsben tanult, majd 1913-ban diplomázott a kolozsvári egyetem jogi karán. 1916-ban Óbecsén volt joggyakornok. Az 1920-as években bekapcsolódott a vajdasági irodalmi életbe. 1922 őszétől a Tiszavidék főszerkesztője volt, a lap 1934-ben bekövetkezett megszűnéséig. Kisebbség-politikai
írásait a Vajdasági Írás és a Kalangya is közölte. 1925-ben az Óbecsei Magyar Népkör elnöke lett. 1937-ben a második Szenteleky Társaságnak elnöke lett. 1944-ben családjával Budapestre menekült.
1945. január 13-án, Budapest ostromakor az Akadémia u. 5. számú házat – ahol megbújt – bombatámadás érte. Holtteste nem került elő.

## Magánélete
1920. február 3-án Óbecsén házasságot kötött Székely Máriával (1895–1992).